# Woods Landing-Jelm
Woods Landing-Jelm – jednostka osadnicza w Stanach Zjednoczonych, w stanie Wyoming, w hrabstwie Albany.